# Heinz-von-Heiden-Arena
Die Heinz-von-Heiden-Arena (vormals AWD Arena und HDI Arena, Eigenschreibweise Heinz von Heiden Arena), ursprünglich und im Sprachgebrauch auch Niedersachsenstadion, ist ein Fußballstadion mit 49.000 überdachten Zuschauerplätzen in der niedersächsischen Landeshauptstadt Hannover. Es befindet sich im Sportpark Hannover in der Calenberger Neustadt in der Nähe des Maschsees. Das Stadion wurde 1954 als Niedersachsenstadion für ursprünglich 86.656 Zuschauer errichtet und seither anlässlich der Durchführung verschiedener Fußball-Großereignisse mehrfach umgebaut. Mit diesem Platzangebot war es zur damaligen Zeit, nach dem Olympiastadion Berlin, das zweitgrößte Stadion der alten Bundesrepublik.

## Geschichte

### Bau auf Trümmerschutt

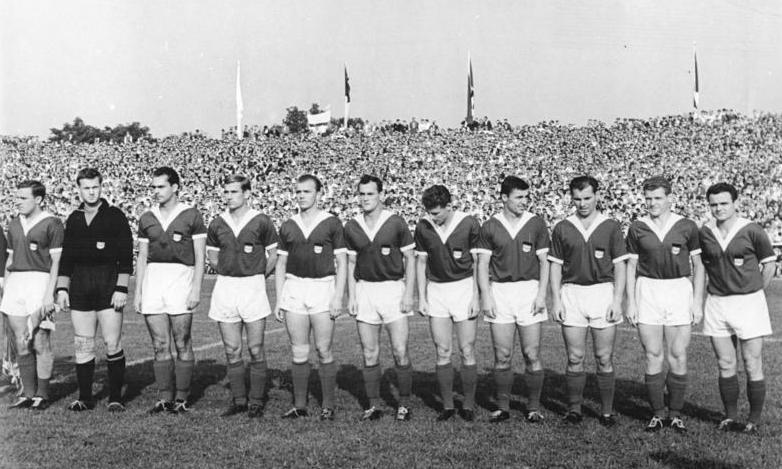
Mannschaftsaufstellung vor der ursprünglichen Tribünenkonstruktion des Niedersachsenstadions (1963)

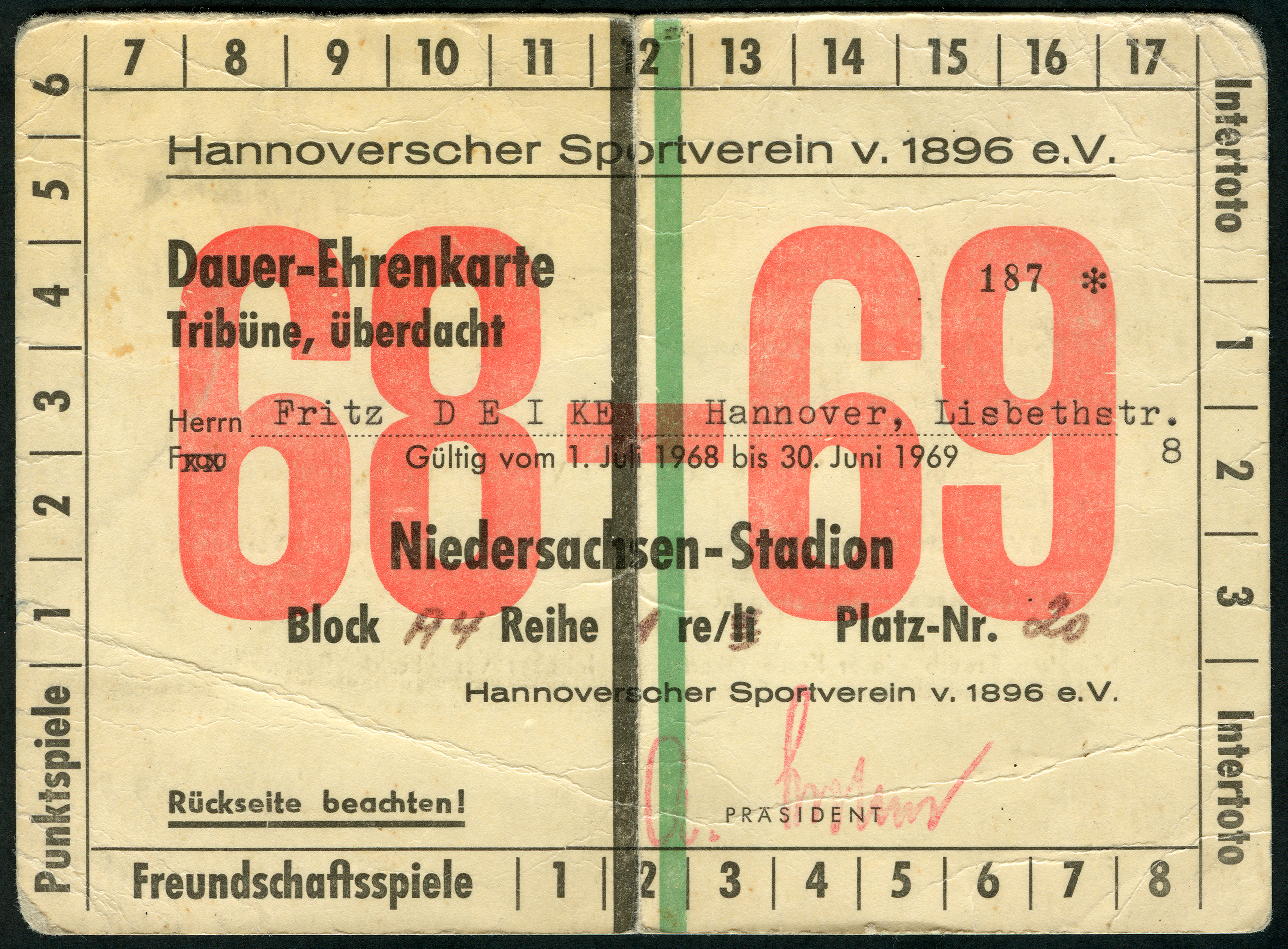
„Dauer-Ehrenkarte“ für Fritz Deike für 1968/69

Das Niedersachsenstadion wurde Anfang der 1950er Jahre von den Architekten Heinz Goesmann und Richard Konwiarz unter Stadtbaurat Rudolf Hillebrecht geplant. Das Bauwerk gründete zum Teil auf Frankipfählen.
Beim Bau des Stadions zwischen 1952 und 1954 wurde Trümmerschutt zur Anlage eines riesigen Walls verwendet, an dem die Plätze der damals beherrschenden Westtribüne gebaut wurden. Der Schutt stammte von hannoverschen Gebäuden, die durch die Luftangriffe auf Hannover im Zweiten Weltkrieg zerstört worden waren. Die Baukosten betrugen vier Millionen DM. Der Ober- und der Unterrang waren damals eine kleine bauliche Sensation, die Planer sprachen von einem „äußeren“ und einem „inneren“ Stadion. Eingeweiht wurde die Sportarena am 26. September 1954. Nach der Übergabe waren verschiedene Sportarten und Disziplinen wie Staffelläufe, Rugby, Bodenturnen, Gymnastik sowie Volkstanz zu sehen. Das erste Fußballspiel bestritten Hannover 96 und der Stadtrivale Arminia. Das Kurzspiel gewannen die 96er mit 1:0 durch ein Tor von Hannes Tkotz.
Im Jahr 1962 schuf Eduard Bargheer in den Werkstätten August Wagner in Berlin ein großes Glasmosaik zum Thema Sport, das heute am Südeingang des Stadions steht. Bis 2003 befand es sich an der Außenwand einer inzwischen abgerissenen Turnhalle neben der Osttribüne.
Die erste Fußballmannschaft von Hannover 96, die zuvor im Eilenriedestadion gespielt hatte, trug ab 1959 regelmäßig ihre Heimspiele im Niedersachsenstadion aus. Auch die Vereine SV Arminia Hannover, OSV Hannover, TSV Havelse und Sportfreunde Ricklingen, die zwischenzeitlich Aufstiege in die zweiten und dritten Fußball-Spielklassen geschafft hatten, trugen zahlreiche Spiele im Niedersachsenstadion aus.
Bis zum Umbau 2003 fanden im Stadion 29 Fußball-Länderspiele, vier Endspiele um die deutsche Meisterschaft, neun DFB-Pokal-Endspiele, zwei DFB-Supercup-Finals und ein Spiel im Europapokal der Pokalsieger statt.

### Umbauten 1974 bis 2000

Das Glasmosaik „Sport“ von Eduard Bargheer wurde 1962 in den Werkstätten August Wagner gefertigt und steht heute neben dem Südeingang des Stadions.

Zur Fußball-WM 1974 fand ein Umbau des Stadions statt. Dabei wurde die Zahl der Sitzplätze auf 38.000 erhöht, indem der Oberrang der Westtribüne von Stehplätzen auf Sitzplätze umgerüstet wurde, was eine Verringerung der Gesamtkapazität auf 60.400 Zuschauer zur Folge hatte. Außerdem wurde der Oberrang der Westtribüne überdacht. Die Umbaukosten betrugen 26 Millionen Deutsche Mark.
Zur Fußball-Europameisterschaft 1988 erfolgten weitere, jedoch kleinere Umbauten.
Etwa 1994 führte die Umrüstung von Holzbänken auf Einzelklappsitze auf der Osttribüne und die Umwandlung von 8000 Stehplätzen im G-Block der Südkurve auf Einzelschalensitze zu einer Kapazitätsverringerung auf 56.000 Plätze.
1997 gab es Pläne eines privaten Investors, einen 40.000 Zuschauer fassenden Superdome zu bauen, die schließlich scheiterten.
1998 wurde von der Stadt Hannover der Beschluss zu einer Totalsanierung gefasst, die für 68 Mio. Deutsche Mark in zwei Bauabschnitten realisiert werden sollte. Das Stadion sollte Leichtathletikanlagen erhalten und länderspielgerecht saniert werden.
Die zur Verfügung stehenden öffentlichen Mittel von Land Niedersachsen, Stadt und Kommunalverband Hannover in Höhe von gut 42 Mio. Deutschen Mark reichten jedoch für die Realisierung nicht aus und ein privater Investor, der die Deckungslücke schließen sollte, wurde nicht gefunden. Die Realisierung des zweiten Bauabschnitts, der den Abriss und zweirangigen Neubau der Osttribüne und schließlich die Überdachung von 80 Prozent der Stadionplätze vorsah, war damit in weite Ferne gerückt.
Der erste Bauabschnitt führte nach Abschluss im Mai 2000 zu einer Kapazität von etwa 50.000 Plätzen und kostete 13,5 Mio. Deutsche Mark. Die Umstellung von Holzbänken auf Einzelschalensitze und die Verbreiterung des Umlaufs hinter dem Unterrang West, auf dem neue Rollstuhlplätze eingerichtet wurden, waren neben einer sicherheitsbedingten Verringerung der zugelassenen Stehplatzkapazitäten in den unverändert gleich großen Stehplatzblöcken der Grund für den Rückgang um 6000 Plätze.
Bis 2003 hatte das Stadion hohe, an Zahnbürsten erinnernde Flutlichtmasten, Leichtathletik-Anlagen inklusive Laufbahn und etwa 60 % unüberdachte Plätze. Die wuchtig-beherrschende Westtribüne mit einem weitüberspannenden Dach, eine relativ kleine Haupttribüne mit einem gewellten Dach, zwei einzeln stehende große Stehplatzblöcke (einer wurde 1994 auf Sitzplätze umgerüstet) sowie die markanten Flutlichtmasten verliehen dem Stadion einen unverwechselbaren Charakter.

### Umbau 2003/2004
Durch den Zuschlag der Fußball-Weltmeisterschaft 2006 für Deutschland wurde eine Komplettüberdachung notwendig, um als Ausrichter von WM-Spielen infrage zu kommen. So kam es 2003/04 zum erneuten Umbau.
Hierbei wurde das Stadion zu etwa 70 % abgerissen, darunter auch bereits 1999/2000 sanierte Bereiche, und anschließend zu einem reinen Fußball-Stadion umgebaut. Stehen blieb nur der riesige Wall mit knapp 20.000 Plätzen der Westtribüne, der inzwischen auf seiner Rückseite vollständig mit 50 Jahre alten Bäumen bewaldet war. Das Dach und etwa ein Viertel der Plätze an den Außenrändern der Westtribüne wurden wie die Nord-, Süd- und Osttribüne abgerissen. Der Umbau kostete 63,04 Millionen Euro.
Der Umbau erfolgte im Rahmen eines Konzessionsmodells. Die Niedersachsenstadion Projekt- und Betriebsgesellschaft mbH & Co KG (später Hannover 96 Arena GmbH & Co KG) erhielt als Konzessionärin bis 2030 die Nutzungsrechte am Stadion und ist bis dahin für den Umbau und den Betrieb zuständig. Das Land Niedersachsen, die Region Hannover und die Stadt Hannover sollten den Umbau mit 21,47 Millionen Euro unterstützen. Gemäß Jahresabschluss der Hannover 96 Arena GmbH & Co. KG betrug der Zuschuss tatsächlich 23,17 Mio. Euro. Eigentümerin der Hannover 96 Arena GmbH & Co KG ist die Hannover 96 Sales & Service GmbH & Co KG.
Die Rasenfläche, unter der ein Drainage-System und eine Bodenheizung installiert wurden, wurde nach Entfernung der Leichtathletik-Anlagen direkt an die Westtribüne herangerückt und die übrigen Tribünen darum gebaut.
Die neue Überdachung ist das eigentliche Novum des Stadions. Das Dach ist unterteilt in zwei Bereiche: Den Außenring, der mit einem Trapezblech bedeckt ist und den Innenring, der mit einer ETFE-Folie bespannt ist. Diese Folie lässt über 90 % des UV-A- und UV-B-Lichtes durch. Ein Austausch des Rasens, wie er etwa im Dortmunder Westfalenstadion oder im Hamburger Volksparkstadion mehrfach pro Saison erfolgt, da der Rasen dort durch die hohen Tribünen- und Dachkonstruktionen nicht ausreichend mit Tageslicht versorgt wird, ist in diesem Stadion daher seltener erforderlich.
Statt der bisherigen Anzeigetafel erhielt das Stadion zwei moderne Videotafeln (4:3-Format, 43 Quadratmeter, 64.000 LED) und statt der Flutlichtmasten, im Volksmund „Zahnbürsten“ genannt, 160 moderne Einzelscheinwerfer, die in die Dachkonstruktion integriert wurden und eine Beleuchtungsstärke von 1500 Lux liefern.
Architektonisch unterscheidet sich das Stadion von anderen Stadion-Neubauten vor allem durch seine Asymmetrie. Da die alte Westtribüne mit ihrem geringen Neigungswinkel erhalten blieb und die neue Osttribüne möglichst steil errichtet werden sollte, mussten die Hintertortribünen so konstruiert werden, dass sich die Steigung sukzessive von West nach Ost vergrößert.
Der neue Business- und Logenbereich befindet sich ebenso wie der Pressebereich in der Osttribüne des Stadions. Es gibt ca. 1250 Business-Sitze, 29 VIP-Logen für zehn bis zwölf Personen und 96 Presseplätze. Mit Beginn der Saison 2007/08 wurde im obersten Stockwerk der Osttribüne ein weiterer VIP-Bereich mit dem Namen „Club 96“ eröffnet. Ebenfalls seit diesem Zeitpunkt gibt es den „Stammtisch“, ein zweistöckiges VIP-Zelt, das auf Bestreben des Rechtevermarkters Sportfive errichtet wurde. Direkt unter dem Dach der Westtribüne gibt es seit dem Umbau neue Logen an der Stelle, an der sich zuvor die Pressekabinen befunden hatten.
Das umgebaute Stadion wurde am ersten Fußball-Bundesliga-Spieltag nach der Winterpause (Saison 2004/05) am 23. Januar 2005 mit dem Spiel Hannover 96 – Bayer 04 Leverkusen (0:3) eingeweiht. Es bietet nun rund 49.000 Zuschauern Platz. Davon sind ca. 8000 Plätze Stehplätze, die zu internationalen Spielen in 4000 Sitzplätze umgewandelt werden können. Ebenfalls wurde nach dem Umbau das elektronische Einlass- und Bezahlsystem eingeführt. Die gesamte gastronomische Verpflegung erfolgt seitdem bargeldlos.
Für die Dauer der WM 2006 wurden alle Stehplätze in Sitzplätze umgewandelt. Dadurch reduzierte sich für diese Spiele die Kapazität des Stadions auf 43.000 Plätze. Zu internationalen Spielen von Hannover 96 in den Spielzeiten 2011/12 und 2012/13 waren 44.000 Zuschauer zugelassen.

### Umbauten seit 2015
Ein kleinerer Umbau sollte in der Sommerpause 2015 erfolgen. Dabei sollten in der Mitte des Oberrangs der Nordtribüne in den unteren Reihen aus ca. 200 Sitzplätzen etwa 400 Stehplätze geschaffen werden; eine Geste, mit der die Geschäftsführung den protestierenden Ultras entgegenkommen wollte, die seit der Saison 2004/05 in diesem Bereich ihre Plätze haben. Aufgrund einer fehlenden Baugenehmigung verzögerte sich der Umbau schließlich bis zum September 2015.
In der Sommerpause 2018 wurden die beiden 2004 installierten Videotafeln durch 64 Quadratmeter große hochauflösende (636.000 LED) Modelle im 16:9-Format ersetzt.

### Neuvergabe eines Erbbaurechts im Jahr 2023
Ende 2022 wurden die Pläne der Stadtverwaltung und der Hannover 96 Arena GmbH & Co. KG öffentlich, im Anschluss an den bis März 2030 laufenden Konzessionsvertrag ein bis zum Jahr 2096 laufendes Erbbaurecht noch im Jahr 2023 an die Hannover 96 Arena GmbH & Co. KG zu einem für gemeinnützige Sportvereine vorgesehenen Erbbauzins von 26 ct pro Quadratmeter, bzw. etwa 27.000 Euro im Jahr, zu vergeben. Die Verwaltung begründete den niedrigen Betrag mit einer Förderung des Profifußballstandorts Hannover. Die geplanten Modalitäten erregten das Interesse des Bundes der Steuerzahler, der die Höhe des Erbbauzinses für ein privatwirtschaftliches und profitorientiertes Unternehmen, die öffentliche Kommunikation der Stadtverwaltung und einen Betriebskostenzuschuss der Stadt von 850.000 Euro pro Jahr bis zum Jahr 2030 bemängelt.
Auch unter den Mitgliedern und Fans von Hannover 96 erregte die Tatsache Unmut, dass das Stadion für über 60 Jahre an ein Unternehmen verpachtet werden soll, das sich nicht im Eigentum des gemeinnützigen Hannoverschen Sportvereins von 1896 e. V. oder seiner ausgegliederten Profifußballsparte, der Hannover 96 GmbH & Co. KGaA, befindet, weswegen der Fördergedanke der Stadtverwaltung nicht zum Tragen komme. Im Gegenteil würde der Profifußball durch Mietzahlungen die Betreibergesellschaft fördern und nicht von deren Gewinnen profitieren. Aus dem Kreis der Fußballfans wurde eine Petition angestrengt, die den Stadtrat vor einem Beschluss im Juni 2023 zum Umdenken bewegen sollte.

## Namensrechte

Logo der früheren HDI-Arena

Im Jahr 2002 vermietete Hannover 96 die Namensrechte am Stadion für fünf Jahre an den Finanzdienstleister AWD. 2007 wurde die Vereinbarung um weitere fünf Jahre bis Juni 2012 verlängert. Im Januar 2012 gab die AWD-Gruppe bekannt, dass sie den noch laufenden Vertrag über die Miete des Stadionnamens um ein Jahr bis Sommer 2013 verlängert. Das Stadion hieß somit bis Juni 2013 AWD-Arena. Am 13. Februar 2013 teilte der Schweizer Versicherungskonzern Swiss Life als Nachfolger der AWD mit, dass der auslaufende Vertrag zur Nutzung der Namensrechte nicht verlängert wird. Swiss Life hat die Marke AWD 2013 aufgegeben.
Am 19. April 2013 gaben Hannover 96 und die HDI-Gruppe bekannt, dass das Stadion ab Juli 2013 für die nächsten sieben Jahre HDI Arena heißen wird. Im November 2019 wurde der Vertrag bis zum 30. Juni 2022 verlängert. Im September 2021 gab das Unternehmen bekannt, mit dem Vertragsende als Namenssponsor auszusteigen.
Zum 1. Juli 2022 erwarb das Unternehmen Heinz von Heiden Massivhäuser die Namensrechte bis zum 30. Juni 2027, womit das Stadion den Sponsorennamen Heinz-von-Heiden-Arena bekam.
Während des FIFA-Konföderationen-Pokals 2005 und der Fußballweltmeisterschaft 2006 hieß das Stadion FIFA WM-Stadion Hannover.
In Fankreisen wird der alte Name Niedersachsenstadion weiterhin benutzt.

## Fankurven

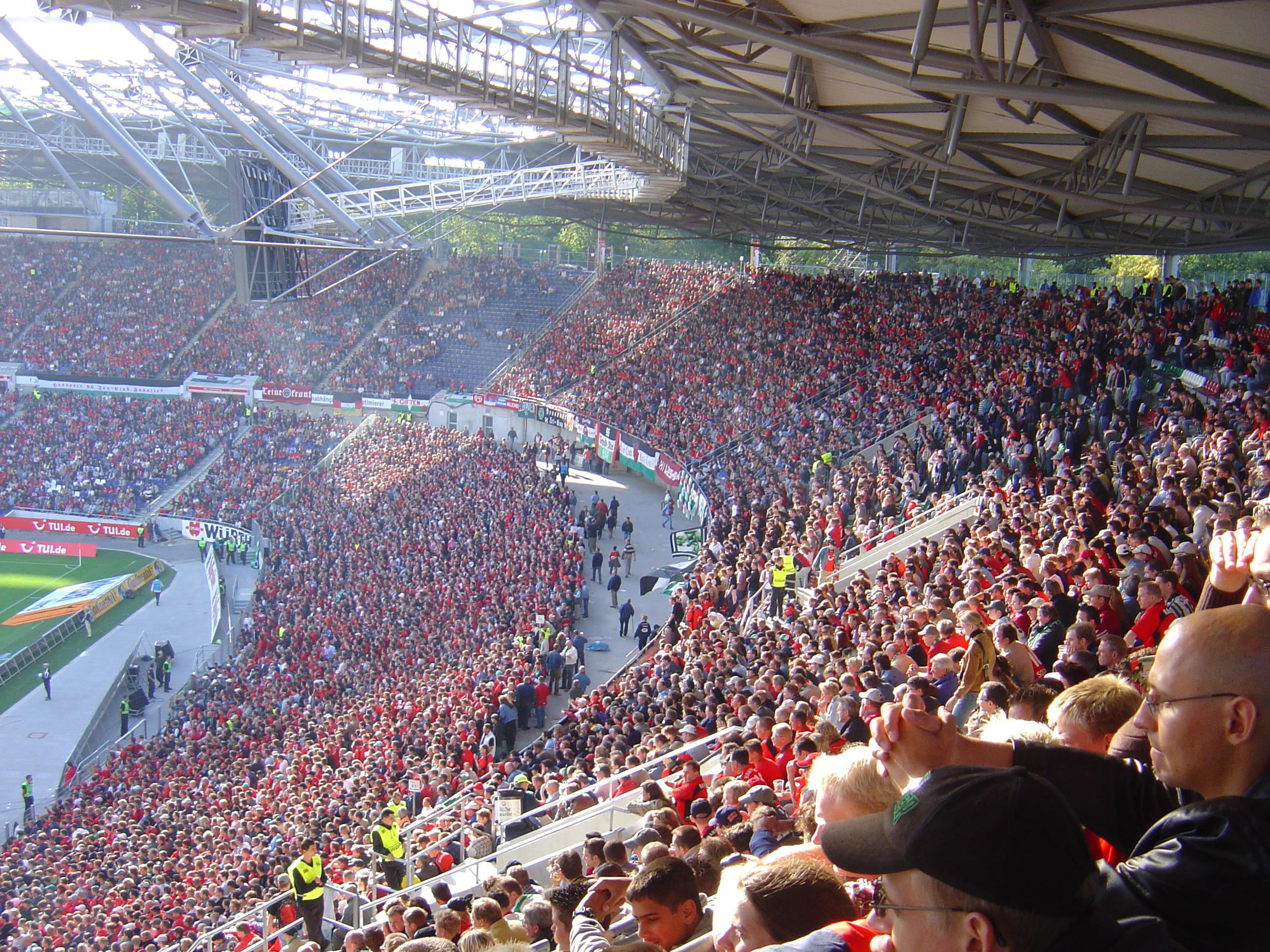
Fankurve der Hannover-96-Fans

In den 1970er Jahren und bis Anfang der 1980er Jahre befand sich die sogenannte Lindener Kurve, in der sich der Fanblock befand, im damaligen Sitzplatzblock M im südwestlichen Bereich auf dem Oberrang der Westtribüne. Dies entspricht heute etwa dem neugebauten Gästestehplatzbereich. Die Fans im Fanblock wurden in ihrer Gesamtheit nach dem Namen des damals größten Fanclubs 'Rote Wölfe' genannt. Anfang der 1980er Jahre wurde der Fanblock aus wirtschaftlichen Gründen und sicherheitsbedingt auf die gegenüberliegende Seite in einen kleinen Stehplatzbereich im nördlichsten Ende des Westoberranges hinter dem Tor verlegt, der den Namen H31 trug. Ende der 1990er Jahre begann sich der Fanbereich auf den benachbarten Sitzplatzblock I32 auszudehnen. Vor allem H31 blieb bis zum Umbau 2002 eine Art Synonym für den Fanbereich und die dort versammelten Fans. Heutiger Fanbereich der Heimmannschaft Hannover 96 ist die gesamte Nordkurve mit Sitzplätzen und einigen später geschaffenen Stehplätzen im Oberrang sowie ausschließlich Stehplätzen im Unterrang.

## Fußball-Länderspiele
Die deutsche Nationalmannschaft der Männer trug bislang 25 Länderspiele im Stadion aus, die der Frauen eins.

### Fußball-Weltmeisterschaft 1974
Es gab jeweils zwei Spiele der Vorrundengruppe 3 und der Zwischenrundengruppe A:
|                                             |   |             |           |
| Sa., 15. Juni 1974, 1. Hauptrunde, Gruppe 3 |   |             |           |
| Niederlande                                 | – | Uruguay     | 2:0 (1:0) |
| Mi., 19. Juni 1974, 1. Hauptrunde, Gruppe 3 |   |             |           |
| Bulgarien                                   | – | Uruguay     | 1:1 (0:0) |
| Mi., 26. Juni 1974, 2. Hauptrunde, Gruppe A |   |             |           |
| Brasilien                                   | – | DDR         | 1:0 (1:0) |
| So., 30. Juni 1974, 2. Hauptrunde, Gruppe A |   |             |           |
| Brasilien                                   | – | Argentinien | 2:1 (1:1) |

### Fußball-Europameisterschaft 1988
Während der Fußball-Europameisterschaft 1988 gab es jeweils ein Vorrundenspiel der Gruppen 1 und 2.
|                                        |   |             |           |
| Sa., 11. Juni 1988, Vorrunde, Gruppe 1 |   |             |           |
| Dänemark                               | – | Spanien     | 2:3 (1:1) |
| Mi., 15. Juni 1988, Vorrunde, Gruppe 2 |   |             |           |
| Irland                                 | – | Sowjetunion | 1:1 (1:0) |

### FIFA-Konföderationen-Pokal 2005
Während des FIFA-Konföderationen-Pokals 2005 wurden zwei Gruppenspiele und ein Halbfinale ausgetragen.
|                                             |   |             |                                 |
| Do., 16. Juni 2005 um 18:00 Uhr, Gruppe B   |   |             |                                 |
| Japan                                       | – | Mexiko      | 1:2 (1:1)                       |
| So., 19. Juni 2005 um 20:45 Uhr, Gruppe B   |   |             |                                 |
| Mexiko                                      | – | Brasilien   | 1:0 (0:0)                       |
| Sa., 26. Juni 2005 um 18:00 Uhr, Halbfinale |   |             |                                 |
| Mexiko                                      | – | Argentinien | 1:1 n. V. (0:0, 0:0), 5:6 i. E. |

### Fußball-Weltmeisterschaft 2006
Bei der WM 2006 wurden vier Vorrundenspiele und ein Achtelfinale ausgetragen.
|                                        |   |            |           |
| Mo., 12. Juni 2006, Vorrunde, Gruppe E |   |            |           |
| Italien                                | – | Ghana      | 2:0 (1:0) |
| Fr., 16. Juni 2006, Vorrunde, Gruppe D |   |            |           |
| Mexiko                                 | – | Angola     | 0:0       |
| Di., 20. Juni 2006, Vorrunde, Gruppe A |   |            |           |
| Costa Rica                             | – | Polen      | 1:2 (1:1) |
| Fr., 23. Juni 2006, Vorrunde, Gruppe G |   |            |           |
| Schweiz                                | – | Südkorea   | 2:0 (1:0) |
| Di., 27. Juni 2006, Achtelfinale       |   |            |           |
| Spanien                                | – | Frankreich | 1:3 (1:1) |

### Deutsche Nationalmannschaft der Männer
Seit 1954 gab es diese Begegnungen:
|                                                 |   |                  |           |
| Sa., 16. Oktober 1954, Freundschaftsspiel       |   |                  |           |
| BR Deutschland                                  | – | Frankreich       | 1:3 (0:2) |
| Sa., 15. September 1956, Freundschaftsspiel     |   |                  |           |
| BR Deutschland                                  | – | Sowjetunion      | 1:2 (1:2) |
| So., 22. Dezember 1957, Freundschaftsspiel      |   |                  |           |
| BR Deutschland                                  | – | Ungarn           | 1:0 (1:0) |
| So., 20. Dezember 1959, Freundschaftsspiel      |   |                  |           |
| BR Deutschland                                  | – | Jugoslawien      | 1:1 (0:1) |
| Di., 12. Mai 1964, Freundschaftsspiel           |   |                  |           |
| BR Deutschland                                  | – | Schottland       | 2:2 (2:0) |
| Do., 23. Juni 1966, Freundschaftsspiel          |   |                  |           |
| BR Deutschland                                  | – | Jugoslawien      | 2:0 (1:0) |
| Mi., 22. März 1967, Freundschaftsspiel          |   |                  |           |
| BR Deutschland                                  | – | Bulgarien        | 1:0 (0:0) |
| Sa., 1. Juni 1968, Freundschaftsspiel           |   |                  |           |
| BR Deutschland                                  | – | England          | 1:0 (0:0) |
| Mi., 13. Mai 1970, Freundschaftsspiel           |   |                  |           |
| BR Deutschland                                  | – | Jugoslawien      | 1:0 (1:0) |
| Mi., 8. September 1971, Freundschaftsspiel      |   |                  |           |
| BR Deutschland                                  | – | Mexiko           | 5:0 (4:0) |
| Mi., 10. Oktober 1973, Freundschaftsspiel       |   |                  |           |
| BR Deutschland                                  | – | Österreich       | 4:0 (2:0) |
| Mi., 11. Oktober 1976, Freundschaftsspiel       |   |                  |           |
| BR Deutschland                                  | – | Tschechoslowakei | 2:0 (2:0) |
| Mi., 19. November 1980, Freundschaftsspiel      |   |                  |           |
| BR Deutschland                                  | – | Frankreich       | 4:1 (2:1) |
| Mi., 17. Februar 1982, Freundschaftsspiel       |   |                  |           |
| BR Deutschland                                  | – | Portugal         | 3:1 (2:1) |
| Mi., 28. März 1984, Freundschaftsspiel          |   |                  |           |
| BR Deutschland                                  | – | Sowjetunion      | 2:1 (1:1) |
| Mi., 15. Oktober 1986, Freundschaftsspiel       |   |                  |           |
| BR Deutschland                                  | – | Spanien          | 2:2 (0:1) |
| Mi., 1. Mai 1991, EM-Qualifikations-Spiel       |   |                  |           |
| Deutschland                                     | – | Belgien          | 1:0 (1:0) |
| So., 29. Mai 1994, Freundschaftsspiel           |   |                  |           |
| Deutschland                                     | – | Irland           | 0:2 (0:1) |
| Sa., 11. Oktober 1997, WM-Qualifikations-Spiel  |   |                  |           |
| Deutschland                                     | – | Albanien         | 4:3 (0:0) |
| Mi., 16. August 2000, Freundschaftsspiel        |   |                  |           |
| Deutschland                                     | – | Spanien          | 4:1 (1:0) |
| Mi., 16. Oktober 2002, EM-Qualifikations-Spiel  |   |                  |           |
| Deutschland                                     | – | Färöer           | 2:1 (1:1) |
| Sa., 17. November 2007, EM-Qualifikations-Spiel |   |                  |           |
| Deutschland                                     | – | Zypern           | 4:0 (2:0) |
| Mi., 9. September 2009, WM-Qualifikations-Spiel |   |                  |           |
| Deutschland                                     | – | Aserbaidschan    | 4:0 (1:0) |
| Fr., 7. September 2012, WM-Qualifikations-Spiel |   |                  |           |
| Deutschland                                     | – | Färöer           | 3:0 (1:0) |
| Di., 17. November 2015, Freundschaftsspiel      |   |                  |           |
| Deutschland                                     | – | Niederlande      | abgesagt  |
| Di., 11. Oktober 2016, WM-Qualifikations-Spiel  |   |                  |           |
| Deutschland                                     | – | Nordirland       | 2:0 (2:0) |

### Deutsche Nationalmannschaft der Frauen
|                                             |   |            |           |
| Di., 16. Juli 2024, EM-Qualifikations-Spiel |   |            |           |
| Deutschland                                 | – | Österreich | 4:0 (2:0) |

## Sonstige Nutzungen
Das Niedersachsenstadion war Schauplatz mehrerer deutscher Leichtathletik-Meisterschaften, des Deutschen Turnfests, einer Faustball-Weltmeisterschaft, von Länderspielen und deutschen Finalbegegnungen im Feldhandball, Rugby und American Football. Vor der Übergabe an eine Betreibergesellschaft wurde es auch für gemeinnützige Zwecke genutzt, z. B. für den evangelischen Kirchentag 1983 und in den 1980er Jahren alljährlich für große Schulbuchflohmärkte. Die inzwischen abgerissene Turnhalle an der Osttribüne diente u. a. dem Schulsport. Hier fanden früher nach Fußballspielen die Pressekonferenzen statt. Die Zeugen Jehovas nutzten das Stadion in 24 Jahren für jeweils mehrtägige Kongresse mit insgesamt 77 Kongresstagen: 1960 sowie 1979 bis 1993 jährlich und zwischen 1995 und 2007 acht weitere Male.
Seit den Auftritten der Rolling Stones 1982 war das Stadion wegen der weitausladenden Westtribüne ein beliebter Spielort für Konzerte. Es entwickelte sich zu einer der wichtigsten Open-Air-Konzertstätten in Norddeutschland. Für die Umbauphase zur Arena wurde eine provisorische Open-Air-Arena für 60.000 Zuschauer am EXPO-Gelände errichtet. 2006 wurde die Open-Air-Tradition in der neuen Arena wiederum mit einem Konzert der Rolling Stones fortgesetzt. Am 22. August 2006 spielte Madonna vor 40.000 Fans im Rahmen ihrer Confessions Tour. In den folgenden Jahren traten Musiker und Gruppen wie Coldplay, U2, Herbert Grönemeyer, Helene Fischer, Bruce Springsteen, Depeche Mode, Rammstein, Robbie Williams und andere im Stadion auf. Den Besucherrekord bei Konzerten stellte Phil Collins 1994 auf. Vier aufeinanderfolgende Konzerte wurden von insgesamt 240.000 Fans besucht.
Nach dem Aufstieg des TSV Havelse in die 3. Liga zur Saison 2021/22 trug die Profimannschaft ihre Heimspiele im Niedersachsenstadion aus, da das Wilhelm-Langrehr-Stadion nicht den DFB-Vorgaben für die dritte Liga entspricht. Nach einem Jahr stieg der Verein wieder in die Regionalliga Nord ab und kehrte in seine eigentliche Spielstätte zurück. In der Saison 2022/23 absolvierte der VfB Oldenburg mehrere Heimspiele der 3. Liga im Niedersachsenstadion.
Am 17. Dezember 2022 war die Heinz-von-Heiden-Arena Austragungsort eines Eishockeyspiels der Oberliga Nord zwischen den Hannover Scorpions und den Hannover Indians. Die Scorpions gewannen vor 32.000 Zuschauern mit 5:2. Vor dem Spiel gab es eine Rahmenveranstaltung unter dem Titel Music meets Eishockey mit Culcha Candela, Alle Farben und Fury in the Slaughterhouse sowie ein Charity-Eishockeyspiel. Eine Neuauflage der Veranstaltung im Dezember 2024 wurde im Mai 2024 angekündigt, aber später vorzeitig abgesagt.

## Galerie

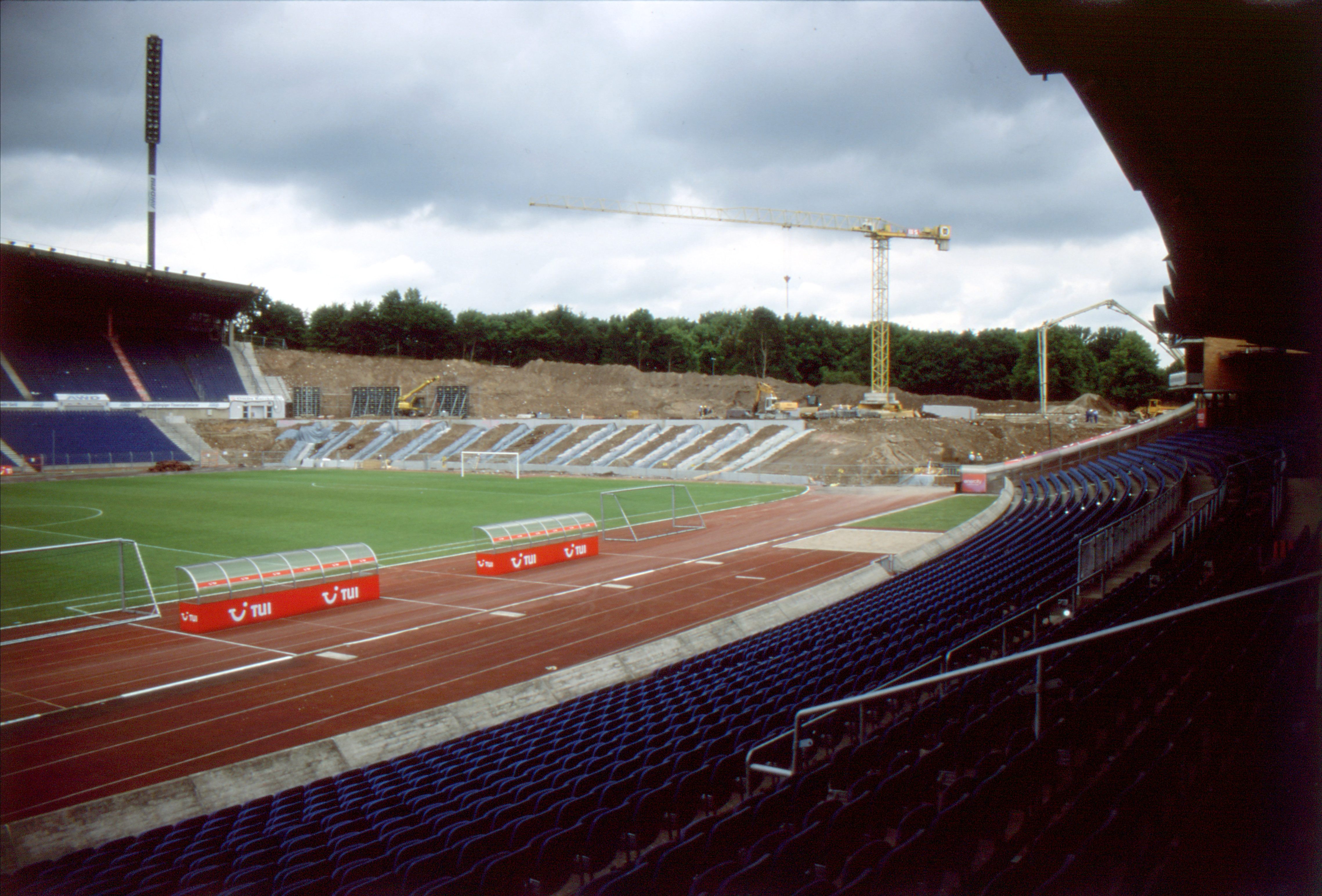
Niedersachsenstadion im Umbau (2003 – 2005)
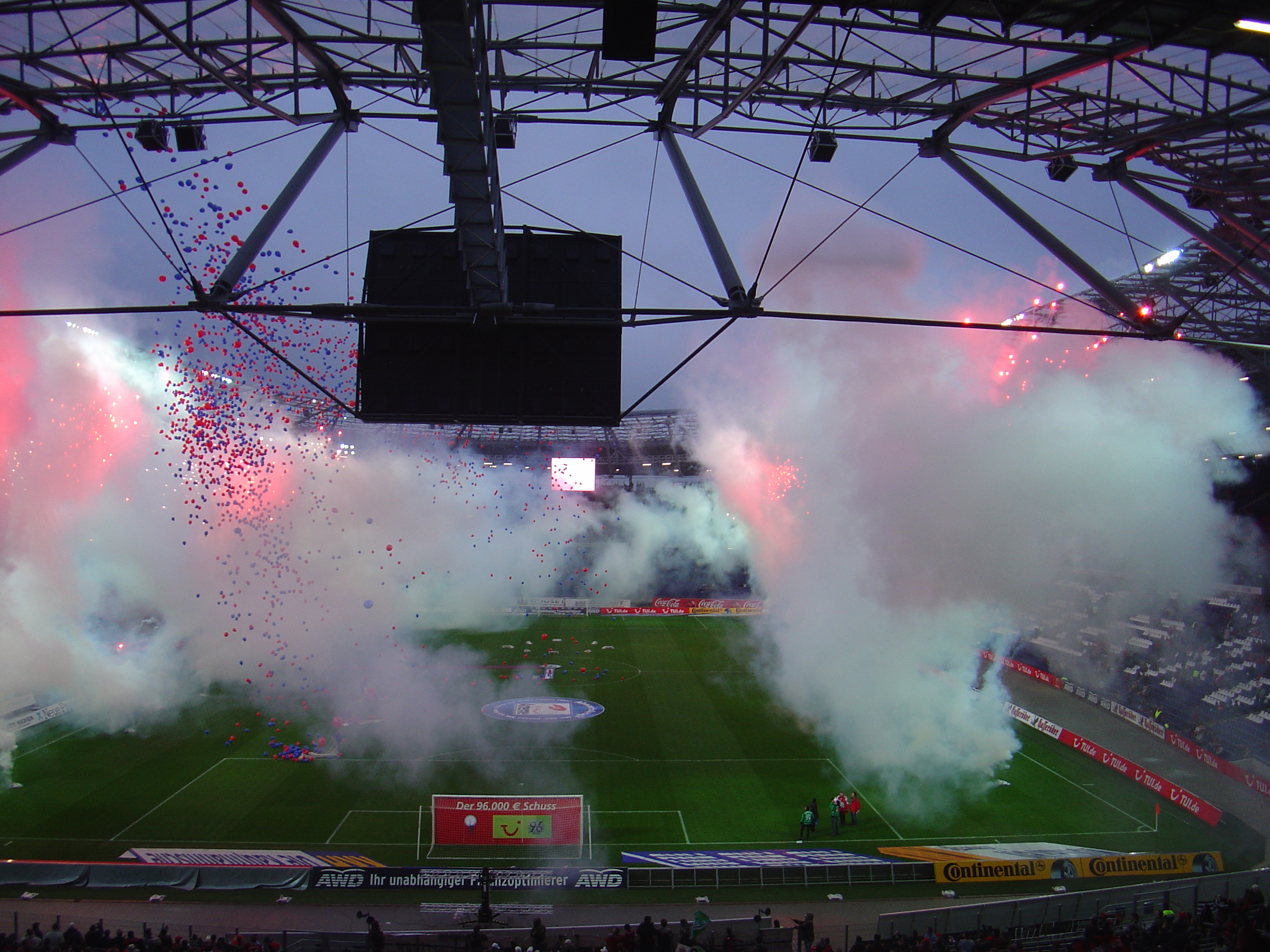
Feuerwerk zur Einweihung das Stadions am 23. Januar 2005
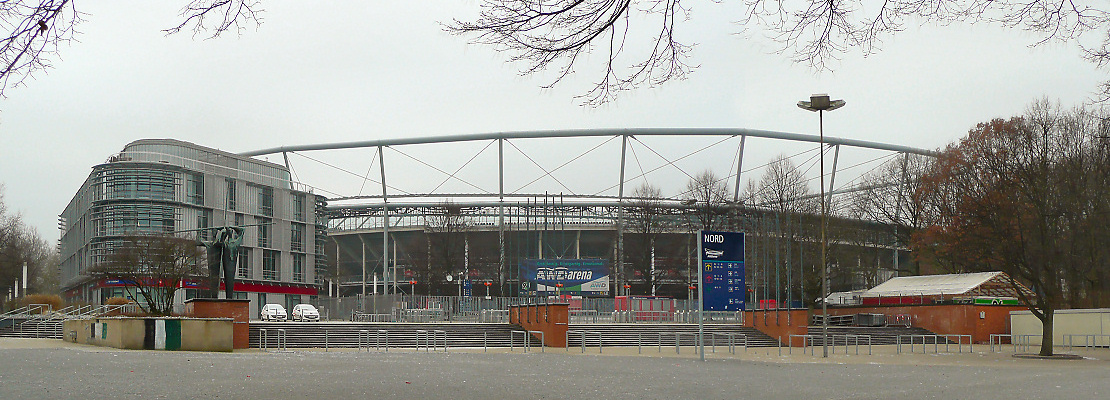
Haupteingang, 2008
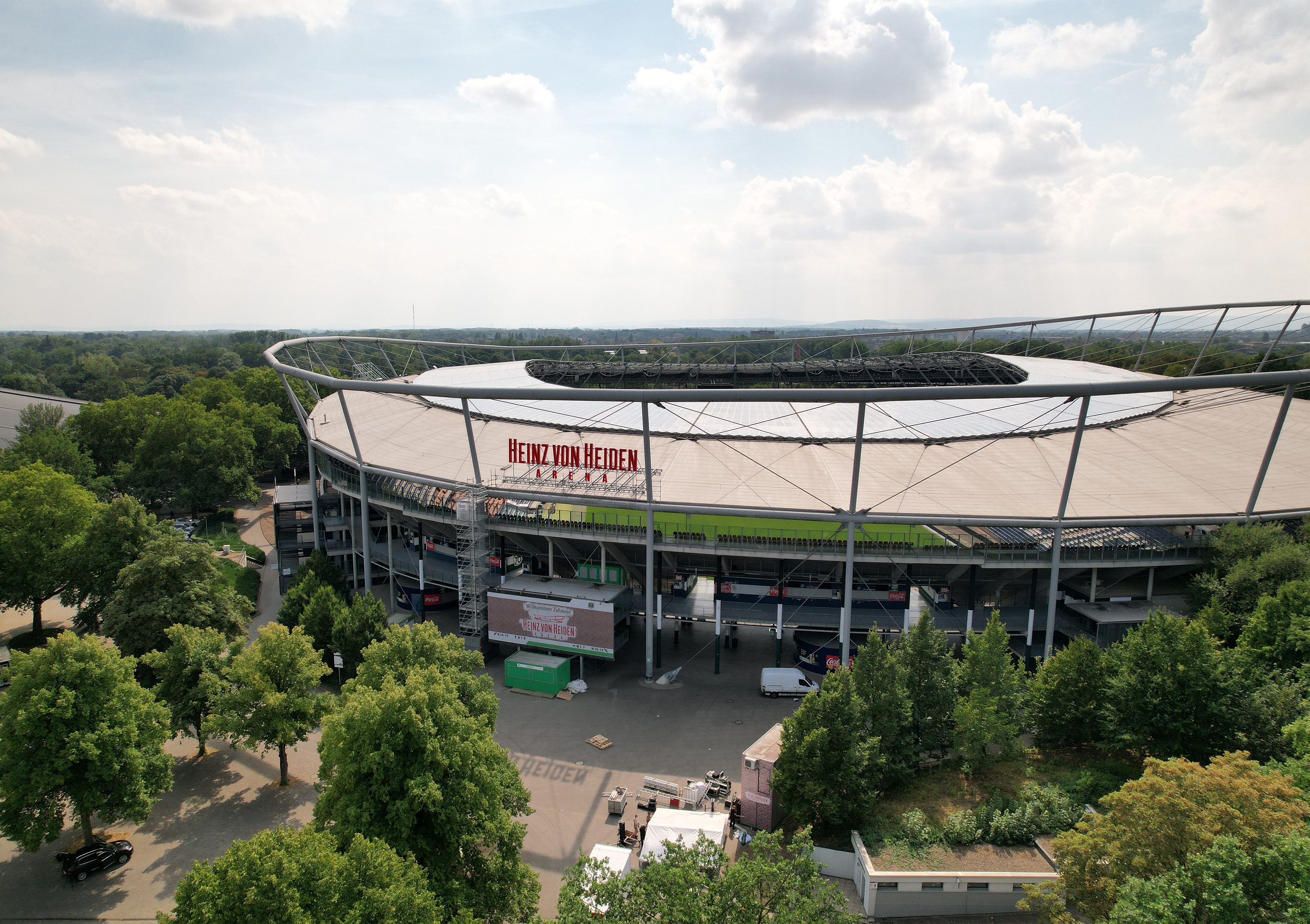
Die Arena im August 2022
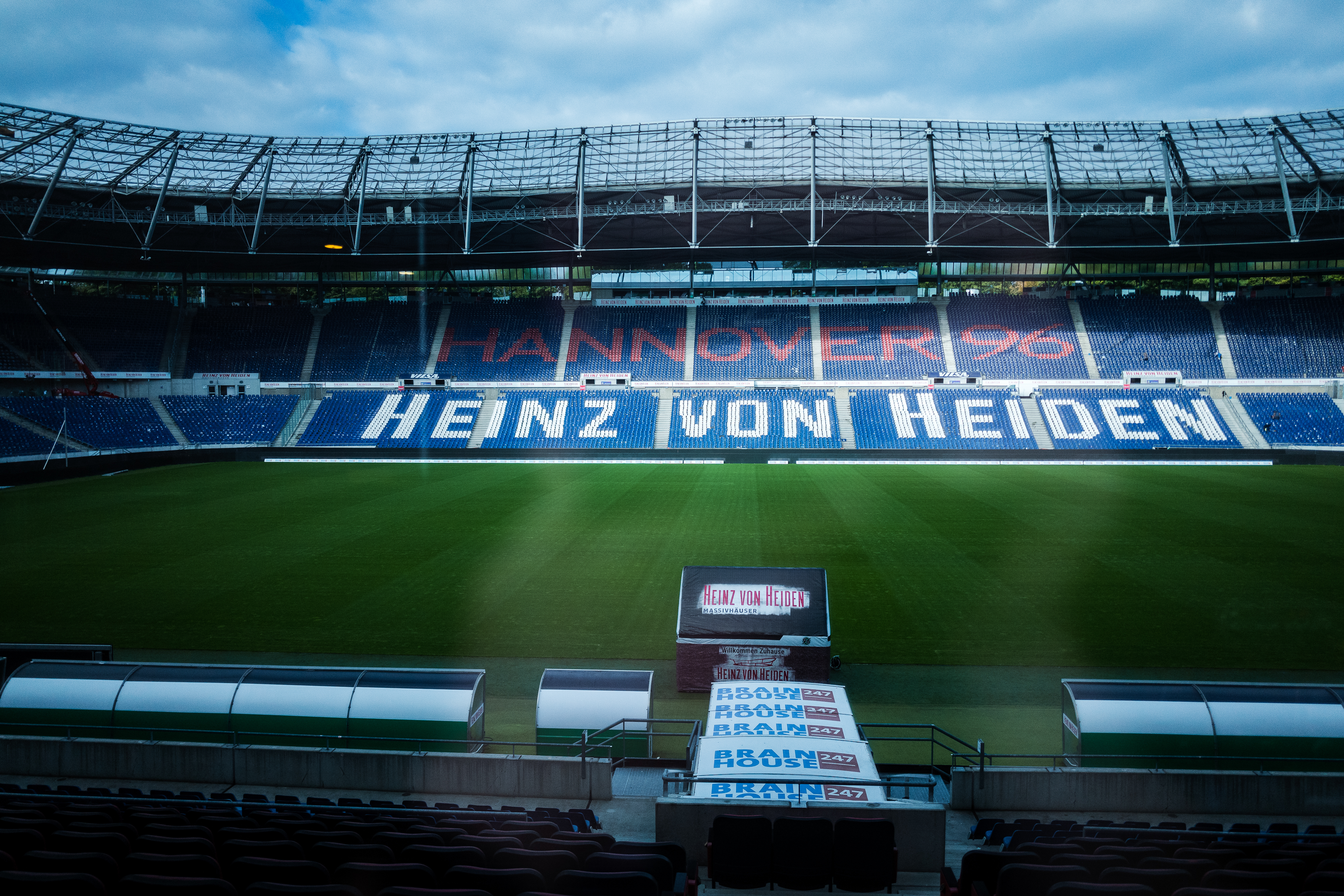
Der Innenraum im August 2022